# 3. Sinfonie (Bernstein)
Die Sinfonie Nr. 3, genannt Kaddisch (englisch: „Kaddish“, deutsch: Totengebet),  wurde 1963 von Leonard Bernstein für Orchester, gemischten Chor, Knabenchor und Sopran-Solo im Auftrag des Boston Symphony Orchestra komponiert.

## Werkbeschreibung
Bernstein thematisiert in der Sinfonie das jüdische Gebet Kaddisch, aus dem er Teile verwendet. Der übrige Text stammt von ihm selbst.
Die Sinfonie ist in drei Teile gegliedert:
- „Anrufung“/Invocation (Kaddish 1),
- „Prüfung nach dem Gesetz“/„Din Torah“ (Kaddish 2) und
- „Scherzo – Finale“ (Kaddish 3).

Das Stück dauert etwa 40 Minuten.

### Invocatio
Ein gealterter Mann wendet sich an den Vater, um sein Kaddisch zu sprechen. Der Chor singt das erste Totengebet des Mannes. Im Anschluss stellt der Mann seine Forderungen an den Vater: Ordnung und Frieden auf der Erde, seinem Geschenk.

### Din Torah
Übersetzbar mit Prüfung durch sein Gesetz, fordert es Rechenschaft von dem Vater, der zu viel geschehen lasse. Es folgt das zweite Totengebet.

### Finale
Getragen von der Bitte / Forderung nach einem neuen Bund. Schließlich, nach dem dritten Kaddish, kommt es dazu.

## Geschichte
Die Uraufführung der Erstfassung fand am 10. Dezember 1963 in Tel Aviv statt. Das Werk ist dem US-Präsidenten John F. Kennedy gewidmet, der wenige Wochen vor der Uraufführung erschossen worden war.
Bernstein bestand zunächst auf einer weiblichen Sprecherrolle, revidierte dies aber später und arbeitete 1977 den Text um. Diese revidierte Fassung wurde am 20. August 1977 unter der Leitung des Komponisten beim Festival Carinthischer Sommer im Kongreßhaus Villach (heute Congress Center Villach) uraufgeführt.
In der Rezeption wurden bei Einspielungen und Aufführungen des Werkes immer wieder Umarbeitungen des Textes angewandt. Jamie Bernstein, eine Tochter des Komponisten, arbeitete für die Aufnahme von Leonard Slatkin den Text ebenso um wie 2003 der Holocaust-Überlebende Samuel Pisar (1929–2015), den Bernstein selbst schon um eine neue Textfassung gebeten hatte.

## Diskografie
- 1965 Leonard Bernstein, Jennie Tourel (Sopran), Felicia Montealegre (Sprecherin), New York Philharmonic Orchestra, CBS
- 1977 Leonard Bernstein, Montserrat Caballé (Sopran), Michael Wagner (Sprecher), Israel Philharmonic Orchestra, DGG (Aufnahme live in Mainz)
- 2002 Yutaka Sado, Karita Mattila (Sopran), Yehudi Menuhin (Sprecher), Orchestre Philharmonique de Radio France, erato
- 2004 Leonard Slatkin, Jamie Bernstein (Sprecher), BBC Symphony Orchestra, Chandos
- 2006 Gerard Schwarz, Yvonne Kenny (Sopran), Willard White (Sprecher), Royal Liverpool Philharmonic Orchestra, Naxos
- 2008 John Axelrod, Samuel Pisar (Sprecher), Staats- und Domchor Berlin, Luzerner Sinfonieorchester, Nimbus
- 2018 Antonio Pappano, Nadine Sierra (Sopran), Josephine Barstow (Sprecherin), Orchester und Chor der Accademia Nazionale di Santa Cecilia, Warner Classics

## Filmographie
- Christoph Poppen und die Deutsche Radio Philharmonie Saarbrücken Kaiserslautern, Sopranistin: Juliane Banse, Rezitator: August Zirner, Koreanischer Nationalchor (Leitung Myung-Yup Kim). Aufgezeichnet in dem Werkstatt.Baudenkmal Alte Schmelz in St. Ingbert am 9. Mai 2009, Musikfestspiele Saar. Deutschland, 2009, 43 Min. SR